# Вольный стих
Вольный стих — рифмованный силлабо-тонический стих со значительным и неурегулированным перепадом стопности, употреблявшийся в русской поэзии со второй половины XVIII века до середины XX века, преимущественно в стихотворной драматургии и басенном жанре. Как правило, под вольным стихом понимался вольный ямб. Характерной (но не обязательной) приметой вольного стиха была особая стихотворная графика, подчёркивавшая различную длину строк различным их отступом от левого края.

Кто лгать привык, тот лжет в безделице и в деле,
      И лжет, душа покуда в теле.
      Ложь — рай его, блаженство, свет:
      Без лжи лгуну и жизни нет.
          Я сам лжеца такого
                  Знал,
Который никогда не выговорит слова,
      Чтобы при том он не солгал.
Иван Хемницер

Вольный стих не следует смешивать ни со свободным стихом (с которым он не имеет ничего общего, кроме сходства названия), ни с раёшным стихом (также рифмованным, но не имеющим отчётливой силлабо-тонической структуры), ни с акцентным стихом (в частности, у Владимира Маяковского), проявляющим определённые признаки урегулированности, но скорее тонической, чем силлабо-тонической, ни, наконец, с русским логаэдом, у которого метрическая схема строки носит постоянный характер.
Разностопность стиха, как отмечал в 1929 г. Л. И. Тимофеев, «усиливает синтаксис, приближая его к разговорному языку, развивая в нем сказовую, выразительную интонацию, выделяя при помощи коротких строк наиболее выразительные места». Именно поэтому к вольному стиху в литературной традиции были предрасположены жанры, тяготеющие к повествовательности. Как отмечает М. Л. Гаспаров, в вольном ямбе басни и комедии колебания стопности могли лежать в пределе от 1 до 6 (причём одностопный стих мог оказываться ещё и усечённым, то есть односложным). Таким вольным стихом написаны поэма «Душенька» Ипполита Богдановича, драмы «Горе от ума» Александра Грибоедова и «Маскарад» Михаила Лермонтова, а также значительный корпус классической русской басни, от Александра Сумарокова до Ивана Крылова. В дальнейшем интерес поэтов к вольному стиху сходит на нет, проявляясь у авторов со стилизаторской тенденцией (в частности, в баснях Петра Потёмкина и Демьяна Бедного).
В то же время (также по наблюдениям Гаспарова) вольный ямб с колебаниями стопности от 4 до 6 нередко возникал в пушкинскую эпоху в жанрах элегии и послания, — в качестве характерного примера Гаспаров указывает на стихотворение Пушкина «Погасло дне́вное светило…». Традицию такого вольного ямба Гаспаров прослеживает до поэзии Константина Случевского и Юрия Верховского, указывая при этом, что в начале XX века имел место и целый ряд экспериментов с вольными стихами иного, чем ямб, метра.